# 1947 en santé et médecine
| Années de la santé et de la médecine : 1944 - 1945 - 1946 - 1947 - 1948 - 1949 - 1950    |
| Décennies de la santé et de la médecine : 1910 - 1920 - 1930 - 1940 - 1950 - 1960 - 1970 |

Cet article présente les faits marquants de l'année 1947 en santé et médecine.

## Événements
- Le premier antithyroïdien, le propylthiouracile, est approuvé par la FDA aux États-Unis[1].
- La première utilisation d'un défibrillateur sur des sujets humains est effectuée par Claude Beck, professeur de chirurgie à l'université Case Western Reserve[2].
- Fondation des Entretiens de Bichat.

## Prix
- Prix Nobel de physiologie ou médecine : Carl Ferdinand Cori (1896-1984), Gerty Theresa Cori née Radnitz (1896-1957), Bernardo Alberto Houssay (1887-1971).
- Prix Albert-Lasker pour la recherche médicale fondamentale : Oswald Avery (1877-1955), Thomas Francis Jr. (en) (1900-1969), Homer Smith (en) (1895-1962).
- Médailles de la Royal Society.
  - Médaille Buchanan : Edward Mellanby (1884-1955).
  - Médaille royale : Frank Macfarlane Burnet (1899-1985).

## Naissances

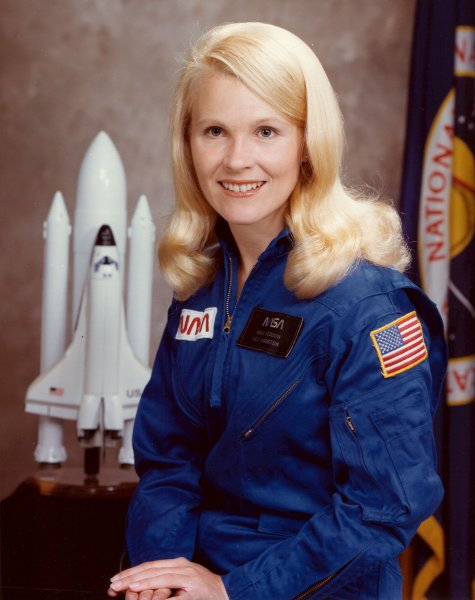
Margaret Rhea Seddon

- 19 février : Raffaele Calabrò (it), médecin et homme politique italien.
- 24 février : Max Cynader (en), ophtalmologiste canadien.
- 5 mars : John Kitzhaber médecin et homme politique américain.
- 8 juin : Eric F. Wieschaus, généticien américain d'origine suisse, prix Nobel de physiologie ou médecine en 1995.
- 16 juillet : Stuart Hameroff, anesthésiste américain.
- 19 juillet : Franco Toscani, médecin italien.
- 25 juillet : André Bourque (mort en 2012), médecin et professeur d'université canadien, arrière-petit-fils du neuropsychiatre Edmond-Joseph Bourque (1843-1921).
- 8 août : Philip Nitschke, médecin et humaniste australien.
- 15 août : Sonny Carter (mort en 1991), médecin et astronaute américain.
- 21 août : Margaret Chan, médecin chinois, directrice générale de l'Organisation mondiale de la santé (OMS) depuis le 4 janvier 2007.
- 22 août : Massimo Barra (it), médecin italien.
- 1er octobre : Aaron Ciechanover, médecin et biologiste israélien, prix Nobel de chimie en 2004.
- 3 octobre : Alain Mucchielli (en), médecin français.
- 8 novembre : Margaret Rhea Seddon, médecin et astronaute américaine.

Date à préciser
- Stephen Oppenheimer, médecin britannique.
- Karl-Henrik Robèrt (en), médecin suédois.

## Décès
- 8 janvier : Gaston Roussel (né en 1877), vétérinaire, médecin, industriel et chef d'entreprise français.
- 10 janvier : Hanns Sachs (né en 1881), psychanalyste austro-américain.
- 2 mars : Federico Nitti (né en 1903), médecin et biologiste italien.
- 4 mars : Armando Malagodi (it) (né en 1864), médecin italien.
- 18 mars : Paul-Louis Simond (né en 1858), médecin de la Marine.
- 7 juin : Julio Tello (né en 1880), médecin, anthropologue et archéologue péruvien.
- 19 juillet : Max Dessoir (né en 1867), philosophe, médecin, psychologue et historien de l'art allemand.
- 27 octobre : Osvaldo Polimanti (it) (né en 1869), médecin italien.
- 3 décembre : Oreste Mattirolo (it) (né en 1856), médecin, naturaliste et mycologue italien.
- 23 décembre : Zdzisław Czaplicki (né en 1874), médecin polonais.

Date à préciser
- John Cope (né en 1893), médecin et explorateur britannique.
- Giulio Faldini (it) (né en 1897), chirurgien italien.
- Amalia Moretti (it) (née en 1872), médecin et journaliste italienne.